# Velîka Buzova, Șîșakî
Velîka Buzova (în ucraineană Велика Бузова) este localitatea de reședință a comunei Velîka Buzova din raionul Șîșakî, regiunea Poltava, Ucraina.

## Demografie
Componența lingvistică a localității Velîka Buzova
     Ucraineană (98,82%)
     Rusă (1,18%)
Conform recensământului din 2001, majoritatea populației localității Velîka Buzova era vorbitoare de ucraineană (98,82%), existând în minoritate și vorbitori de rusă (1,18%).